# Benedikta zu Schwarzenberg
Benedikta zu Schwarzenberg OSB (* 31. März 1865 als Marie Aloisia Prinzessin zu Schwarzenberg in Wien; † 15. Februar 1943 ebenda) war österreichische Benediktinerin und 2. Äbtissin des Benediktinerinnenklosters St. Gabriel auf Schloss Bertholdstein bei Fehring in der Steiermark.

## Leben
Marie Aloisia Prinzessin zu Schwarzenberg entstammte dem fränkisch-böhmischen Adelsgeschlecht Schwarzenberg. Sie war die jüngere Tochter von Fürsten Adolf Joseph zu Schwarzenberg (1832–1914) und der Ida von und zu Liechtenstein (1839–1921); sie trat in die neugegründete Abtei St. Gabriel in Prag ein und legte am 20. August 1893 ihre feierliche Profeß ab.
Nachdem die Nonnen nach dem Ersten Weltkrieg gezwungen waren, 1919 Prag zu verlassen, fanden sie durch Vermittlung von Benediktas Mutter das Schloss Bertholdstein bei Fehring in der Steiermark, wo sie sich niederließen. Nach dem Tod der Gründeräbtissin, Frau Adelgundis Berlinghoff, wurde Benedikta zu Schwarzenberg zu deren Nachfolgerin gewählt und im Oratorium der neuentstehenden Abtei vom Seckauer Abt Laurentius Zeller OSB am 18. April 1922 benediziert. Auf Wunsch der früheren Kaiserin Zita war Äbtissin Benedikta Firmpatin der jüngsten österreichischen Kaisertochter Elisabeth.
Während ihrer Amtszeit konnte das Kloster fertiggestellt und die Klausur, den damaligen strengen Erfordernissen gemäß, errichtet werden. Die Abtei erreichte in wenigen Jahrzehnten ihren personellen Höchststand. 1936 gehörten ihr insgesamt 112 Nonnen und Laienschwestern an. Äbtissin zu Schwarzenberg entsandte einige Nonnen zur Unterstützung der Gründung der Abtei St. Erentraud in Kellenried.
Nach dem Anschluss Österreichs 1938 an das nationalsozialistische Deutschland kam das Kloster in Bedrängnis. Die Abtei wurde gewaltsam aufgelöst und die Nonnen vertrieben. Benedikta zu Schwarzenberg gelang es, ihre Nonnen und Laienschwestern in 12 verschiedenen Klöstern und Privatunterkünften in Sicherheit zu bringen. Sie selbst fand mit einigen Mitschwestern Zuflucht im Salesianerinnenkloster in Wien-Landstraße, unweit des Palais Schwarzenberg, wo sie am 15. Februar 1943 verstarb. Ihr Leichnam wurde zunächst am Hietzinger Friedhof bestattet und nach der Wiederherstellung des monastischen Lebens in St. Gabriel in ihre Abtei umbestattet. Bereits am 21. Februar 1943 konnte in der Johanneskapelle im Wiener Schottenstift unter dem Vorsitz von Abtpräses Raphael Molitor Maria Rosa Fritsch von Cronenwald zur neuen Äbtissin gewählt und benediziert werden.